# Großenhof (Warnow)
Großenhof ist ein Ortsteil der Gemeinde Warnow im Landkreis Nordwestmecklenburg in Mecklenburg-Vorpommern.

## Geografie und Verkehrsanbindung
Großenhof liegt nördlich des Kernortes Warnow. Die Landesstraße L 03 verläuft westlich und die B 105 südlich. Südlich liegt der Santower See. Nördlich liegt die Wohlenberger Wiek, eine südliche Ausbuchtung der Wismarer Bucht.

## Sehenswürdigkeiten
- Das Herrenhaus Großenhof ist als Baudenkmal ausgewiesen.